# Episodi di Un caso per due (ventinovesima stagione)
La ventinovesima stagione della serie televisiva tedesca Un caso per due, composta da 12 episodi, è andata in onda in Germania sul canale ZDF a partire dal 6 febbraio 2009.
| nº | Titolo originale         | Titolo italiano         | Prima TV Germania | Prima TV Italia |
| -- | ------------------------ | ----------------------- | ----------------- | --------------- |
| 1  | Erben gesucht            | Un'eredità contesa      | 6 febbraio 2009   |                 |
| 2  | Die Indizienfalle        | Vecchia ruggine         |                   |                 |
| 3  | Tod im Weinberg          | Il vino della discordia |                   |                 |
| 4  | Teuflischer Schatten     | Stalking                |                   |                 |
| 5  | Das Ultimatum            | L'ultimatum             |                   |                 |
| 6  | Eine tödliche Affäre     | Un matrimonio in crisi  |                   |                 |
| 7  | Kalte Wut                | Brindisi col sidro      |                   |                 |
| 8  | Skorpion im dritten Haus | Scorpione in terza casa |                   |                 |
| 9  | Schmerz der Liebe        | Una storia finita       |                   |                 |
| 10 | Mörderischer Ehrgeiz     | Un amore maturo         |                   |                 |
| 11 | Die Senkrechtstarter     | Progetti diversi        |                   |                 |
| 12 | Kleiner Satellit         | Un mondo migliore       |                   |                 |